# Goryphus
Goryphus är ett släkte av steklar. Goryphus ingår i familjen brokparasitsteklar.

## Dottertaxa tillGoryphus, i alfabetisk ordning[1]
- Goryphus abdominalis
- Goryphus adornatus
- Goryphus albatus
- Goryphus albicoxis
- Goryphus albifrons
- Goryphus alboclypeatus
- Goryphus albofasciatus
- Goryphus albofrenatus
- Goryphus albomaculatus
- Goryphus albopictus
- Goryphus alboscutellaris
- Goryphus almus
- Goryphus angulicollis
- Goryphus annulipes
- Goryphus apicalis
- Goryphus apollonis
- Goryphus areolaris
- Goryphus basalis
- Goryphus basilaris
- Goryphus basimacula
- Goryphus bicuneatus
- Goryphus bituberculatus
- Goryphus bivaki
- Goryphus brahminus
- Goryphus braunsii
- Goryphus bunoh
- Goryphus calabaricus
- Goryphus cameroni
- Goryphus caperatus
- Goryphus cestus
- Goryphus cheesmanae
- Goryphus cinctipes
- Goryphus cinctitibia
- Goryphus communis
- Goryphus contractus
- Goryphus corniger
- Goryphus definis
- Goryphus depictus
- Goryphus detritus
- Goryphus difficilis
- Goryphus disgregus
- Goryphus distinctus
- Goryphus dravidus
- Goryphus elegans
- Goryphus evanescens
- Goryphus fasciatipennis
- Goryphus ferrugineus
- Goryphus flavocinctus
- Goryphus flavorbitalis
- Goryphus formosanus
- Goryphus gandhii
- Goryphus gibbosus
- Goryphus gossypi
- Goryphus horeiensis
- Goryphus hyalinoides
- Goryphus inferus
- Goryphus interceptus
- Goryphus issikii
- Goryphus jendul
- Goryphus konishii
- Goryphus leucopygus
- Goryphus leveri
- Goryphus lunatus
- Goryphus maculiceps
- Goryphus maculipennis
- Goryphus madhulikae
- Goryphus makassarensis
- Goryphus melanius
- Goryphus mesoxanthus
- Goryphus mulleri
- Goryphus nigrocoxatus
- Goryphus nilamburensis
- Goryphus nilgiricus
- Goryphus nursei
- Goryphus ochropus
- Goryphus oneili
- Goryphus opacus
- Goryphus ornatipennis
- Goryphus parallelus
- Goryphus pictipennis
- Goryphus protervus
- Goryphus rangaparensis
- Goryphus reticulatus
- Goryphus rexus
- Goryphus rhodesiae
- Goryphus rufobasalis
- Goryphus salutator
- Goryphus sarolensis
- Goryphus sauteri
- Goryphus semiglaber
- Goryphus seminiger
- Goryphus senegalensis
- Goryphus sikkimensis
- Goryphus sringeriensis
- Goryphus striolatus
- Goryphus subtilis
- Goryphus taihorinensis
- Goryphus tirkyi
- Goryphus townesi
- Goryphus tricolor
- Goryphus trisulcatus
- Goryphus trochanteratus
- Goryphus tuberculatus
- Goryphus turneri
- Goryphus ultimus
- Goryphus vandervechti
- Goryphus varibalteatus
- Goryphus vicinus
- Goryphus villosus
- Goryphus vinodi
- Goryphus vulpio